# Thyreophora cynophila
Thyreophora cynophila (лат.) — вид короткоусых двукрылых из семейства Piophilidae, выделяемый в монотипный род Thyreophora. С 1850 года считались истреблёнными человеком, но в 2009 году были вновь открыты в Испании.

## Описание
Thyreophora cynophila была впервые описана Георгом Вольфганг Франц Панцером в 1794 году, под названием Musca cynophila. Он описал её на немецком как «собаку-муху» (нем. Hundefliege), когда обнаружил её на трупе собаки в Мангейме. Насекомое около 10 миллиметров длины, голова яркого оранжевого цвета, а тело и лапки металлического синего цвета; на крыльях пара чёрных пятен. В 1803 году Йоханн Вильгельм Мейген перенёс вид в новый род — Thyreophora, что означает «носители щита», ссылаясь на увеличенный щиток у самцов. (Название Тиреофоры используется также для отрядов птицетазовых динозавров).